# USS Pettit (DE-253)
USS Pettit (DE-253) là một tàu hộ tống khu trục lớp Edsall từng phục vụ cùng Hải quân Hoa Kỳ trong Chiến tranh Thế giới thứ hai. Nó là chiếc tàu chiến duy nhất của Hải quân Hoa Kỳ được đặt cái tên này, theo tên hạ sĩ quan Robert Lee Pettit (1906-1941), người phục vụ như xạ thủ/điện báo viên cùng liên đội tuần tra PBY Catalina tại Philippines, đã tử trận tại cảng Jolo ngày 27 tháng 12, 1941 và được truy tặng Huân chương Chữ thập Hải quân. Nó đã phục vụ cho đến khi chiến tranh kết thúc, xuất biên chế năm 1946, rồi cuối cùng bị đánh chìm như mục tiêu ngoài khơi Puerto Rico vào năm 1974.

## Thiết kế và chế tạo
Lớp Edsall có thiết kế hầu như tương tự với lớp Cannon dẫn trước; khác biệt chủ yếu là ở hệ thống động lực Kiểu FMR do được trang bị động cơ diesel Fairbanks-Morse dẫn động qua hộp số giảm tốc đến trục chân vịt. Đây là cấu hình động cơ được áp dụng rộng rãi trên tàu ngầm, được chứng tỏ là có độ tin cậy cao hơn so với lớp Cannon.
Vũ khí trang bị bao gồm ba pháo 3 in (76 mm)/50 cal trên tháp pháo nòng đơn có thể đối hạm hoặc phòng không, một khẩu đội pháo phòng không Bofors 40 mm nòng đôi và tám pháo phòng không Oerlikon 20 mm. Vũ khí chống ngầm bao gồm một dàn súng cối chống tàu ngầm Hedgehog Mk. 10 (có 24 nòng và mang theo 144 quả đạn); hai đường ray Mk. 9 và tám máy phóng K3 Mk. 6 để thả mìn sâu. Con tàu vẫn giữ lại ba ống phóng ngư lôi Mark 15 21 inch (533 mm), và được trang bị radar SC dò tìm không trung và mặt biển. Thủy thủ đoàn đầy đủ bao gồm 186 sĩ quan và thủy thủ.
Pettit được đặt lườn tại xưởng tàu của hãng Brown Shipbuilding, ở Houston, Texas vào ngày 6 tháng 2, 1943. Nó được hạ thủy vào ngày 28 tháng 4, 1943, được đỡ đầu bởi bà Robert Lee Pettit, vợ góa hạ sĩ quan Pettit, và nhập biên chế cùng Hải quân Hoa Kỳ vào ngày 23 tháng 9, 1943 dưới quyền chỉ huy của Hạm trưởng, Thiếu tá Tuần duyên William B. Ellis.

## Lịch sử hoạt động
Sau khi hoàn tất việc chạy thử máy huấn luyện tại Đại Tây Dương, Pettit trình diện để phục vụ cùng Tư lệnh Khu trục Hạm đội Đại Tây Dương. Được phân về Đội hộ tống 20 vào tháng 12, 1943, nó hoạt động từ căn cứ Norfolk, Virginia để huấn luyện cho thủy thủ đoàn các tàu hộ tống khu trục trong tương lai. Vào cuối tháng 12, nó hộ tống một đoàn tàu vận tải vượt Đại Tây Dương hướng sang Bắc Phi, đi đến Casablanca, Maroc thuộc Pháp vào ngày 2 tháng 1, 1944, và quay trở về Brooklyn, New York vào ngày 24 tháng 1.
Trong gần một năm rưỡi tiếp theo, từ tháng 2, 1944 đến tháng 6, 1945, Pettit tiếp tục hộ tống các đoàn tàu vận tải vượt đại dương, chủ yếu giữa thành phố New York và Derry, Bắc Ireland, nhưng cùng từng đi đến các cảng Cherbourg và Le Havre, Pháp; Plymouth, Liverpool và Southampton, Anh. Xen kẻ giữa các chuyến đi, nó thực hành huấn luyện tại Montauk Point, New York và Casco Bay, Maine.
Sau khi chiến tranh kết thúc tại Châu Âu, Pettit chuẩn bị để được điều động sang khu vực Mặt trận Thái Bình Dương. Nó thực hành huấn luyện tại khu vực vịnh Guantánamo, Cuba, rồi khởi hành để đi sang quần đảo Hawaii ngang qua kênh đào Panama và San Diego, California. Đi đến Trân Châu Cảng vào ngày 25 tháng 7, con tàu vẫn đang thực hành huấn luyện tại khu vực Hawaii khi Nhật Bản chấp nhận đầu hàng vào ngày 15 tháng 8, giúp chấm dứt vĩnh viễn cuộc xung đột. Nó lên đường vào ngày 27 tháng 8, đi đến Eniwetok thuộc quần đảo Marshall vào ngày 3 tháng 9. Từ tháng 9 đến tháng 11, con tàu hoạt động tìm kiếm quân nhân mất tích và điều tra khả năng các đơn vị Nhật Bản còn sót lại tại các đảo ngoại vi thuộc khu vực Tây Nam Thái Bình Dương. Sang tháng 12, nó hoạt động quan trắc thời tiết từ căn cứ Trân Châu Cảng.
Pettit được cho xuất biên chế vào ngày 6 tháng 5, 1946 và được đưa về Hạm đội Dự bị Đại Tây Dương, neo đậu tại Norfolk. Tên nó được cho rút khỏi danh sách Đăng bạ Hải quân vào ngày 1 tháng 8, 1973, và cuối cùng con tàu bị đánh chìm như một mục tiêu ngoài khơi Puerto Rico vào ngày 30 tháng 9, 1974.

## Phần thưởng
Nguồn: Navsource Naval History
|  |  |  |
|  |  |  |

| Huân chương Chiến dịch Hoa Kỳ                 |                                                    |                                      |
| Huân chương Chiến dịch Châu Á-Thái Bình Dương | Huân chương Chiến dịch Châu Âu-Châu Phi-Trung Đông | Huân chương Chiến thắng Thế Chiến II |